# Немного жизни, немного любви
«Немного жизни, немного любви» (англ. Live a Little, Love a Little) — романтическая комедия с элементами мюзикла, вошедшая в ленту кинозаписей Элвиса.

## Сюжет
Грег Нолан ― газетный фотограф, который живёт беззаботной жизнью, пока не встречает на пляже эксцентричную, влюбленную женщину по имени Бернис. Бернис принимает разные имена и личности всякий раз, когда у неё меняется настроение. Она представляется Грегу как Элис, но разносчику продуктов она известна как Сьюзи, а молочнику ― как Бетти.
После того, как её дог Альберт загнал Грега в воду, когда он оскорбил её после поцелуя, Бернис приглашает его остаться в её доме на берегу моря. Позже Грега увольняют с работы и выселяют из его квартиры после того, как Бернис накачала его наркотиками и он прибывал в глубоком сне несколько дней.
Однако Бернис удается найти Грегу другой дом. Он хочет отплатить ей, поэтому находит две работы фотографа на полный рабочий день: одну для журнала, похожего на Playboy, принадлежащего Майку Лэнсдауну, а другую — для очень консервативной рекламной фирмы, совладельцем которой является мистер Пенлоу. Два рабочих места находятся в одном здании, что вынуждает Грега перебегать от одного к другому, не будучи обнаруженным. Грег также имеет дело с Бернис и её эксцентричными манерами и, наконец, понимает, что влюбился в неё.

## В ролях
- Элвис Пресли ― Грэг
- Мишель Кэри ― Бернис
- Руди Валли — мистер Пенлоу
- Селеста Ярналл — Эллен
- Дик Сарджент ― Гарри
- Дон Портер ― Майк Ленсдаун
- Стерлинг Холлоуэй — молочник
- Энн Доран — домовладелица (в титрах не указана)

## Съёмки
Основанный на романе Дэна Гринбурга «Поцелуй мои твердые, но податливые губы» 1965 года и со сценарием, написанным в соавторстве с Гринбургомб. Пресли заплатили 850 000 долларов плюс 50% прибыли. Сцены были сняты в Голливуде и его окрестностях, вдоль побережья Малибу, в Маринленде и в музыкальном центре Лос-Анджелеса. Отец Пресли Вернон сыграл эпизодическую роль без титров. Также появились несколько друзей Пресли из мемфисской мафии, такие как Ред Уэст и Джо Эспозито.
Вышедший на экраны 23 октября 1968 года, фильм не произвел впечатления на большинство критиков. Из-за очень плохих результатов при его американском релизе фильм не был выпущен во многих регионах, в том числе в Великобритании.
Селеста Ярналл, сыгравшая Эллен, вспомнила о создании фильма и своих впечатлениях от Пресли:
Я обожала Элвиса. Когда я встретила его в первый раз, он сразу же успокоил меня. Сначала мы должны были заснять наш поцелуй, и никто из нас не слышал, как режиссер сказал: Снято! Для меня это была любовь с первого поцелуя! Мы стали очень хорошими друзьями. Он был теплым, добрым и полным любви. У него было огромное желание нравиться людям. Мы вместе смотрели похороны Мартина Лютера Кинга-младшего за обедом в его трейлере. Он плакал. Он был очень чувствительным. Вживую он был гораздо красивее, с глубокими голубыми глазами и римским профилем. Он устраивал джем-сейшны на съемочной площадке и играл в машинки с Джорджем Баррисом или в футбол с друзьями, которые повсюду путешествовали с ним. Он действительно был королем.

## Саундтрек
- Wonderful World
- Edge of Reality
- A Little Less Conversation
- Almost in Love

Песни из кинофильма были записаны в марте 1968 в Western Recorders Inc. в Лос-Анджелесе, Калифорнии.